# Kearran Giovanni
Kearran Giovanni (* 16. Dezember 1981 in Lafayette, Louisiana) ist eine US-amerikanische Schauspielerin, die vor allem durch ihre Verkörperung der Amy Sykes in der TNT-Serie Major Crimes bekannt ist.

## Leben und Karriere
Kearran Giovanni wuchs in Katy, Texas auf und besuchte in Houston, Texas die High School for the Performing and Visual Arts sowie in Cincinnati, Ohio das College Conservatory of Music.
Ihre erste Fernsehrolle hatte Giovanni von 2009 bis 2012 in der Seifenoper Liebe, Lüge, Leidenschaft. Es folgte ein Gastauftritt in der Serie Royal Pains. Seit August 2012 gehört sie zur Hauptbesetzung des The Closer Spin-offs Major Crimes. Parallel dazu hatte sie 2013 einen Auftritt in der Serie Beauty and the Beast.
Giovanni ist mit Philip Ambrosino verheiratet und hat mit ihm zwei Töchter. Neben Englisch spricht sie noch fließend Französisch und Italienisch.

## Filmografie (Auswahl)
- 2009–2012: Liebe, Lüge, Leidenschaft (One Life to Live, Seifenoper, 30 Folgen)
- 2012: Royal Pains (Fernsehserie, Folge 3x11)
- 2012–2018: Major Crimes (Fernsehserie, 104 Folgen)
- 2013: Beauty and the Beast (Fernsehserie, Folge 1x14)
- 2017: Designated Survivor (Fernsehserie, 2 Folgen)
- 2018: Der Denver-Clan (Fernsehserie, Folge 1x11)
- 2022–2023: The Rookie: Feds (Fernsehserie, 3 Folgen)
- 2022–2024: Walker (Fernsehserie)
- 2024: Homestead